# Kalina (Silésie)
Pour les articles homonymes, voir Kalina.
Kalina est une localité polonaise de la gmina de Herby, située dans le powiat de Lubliniec en voïvodie de Silésie.